# Pfarrhaus (Taiting)

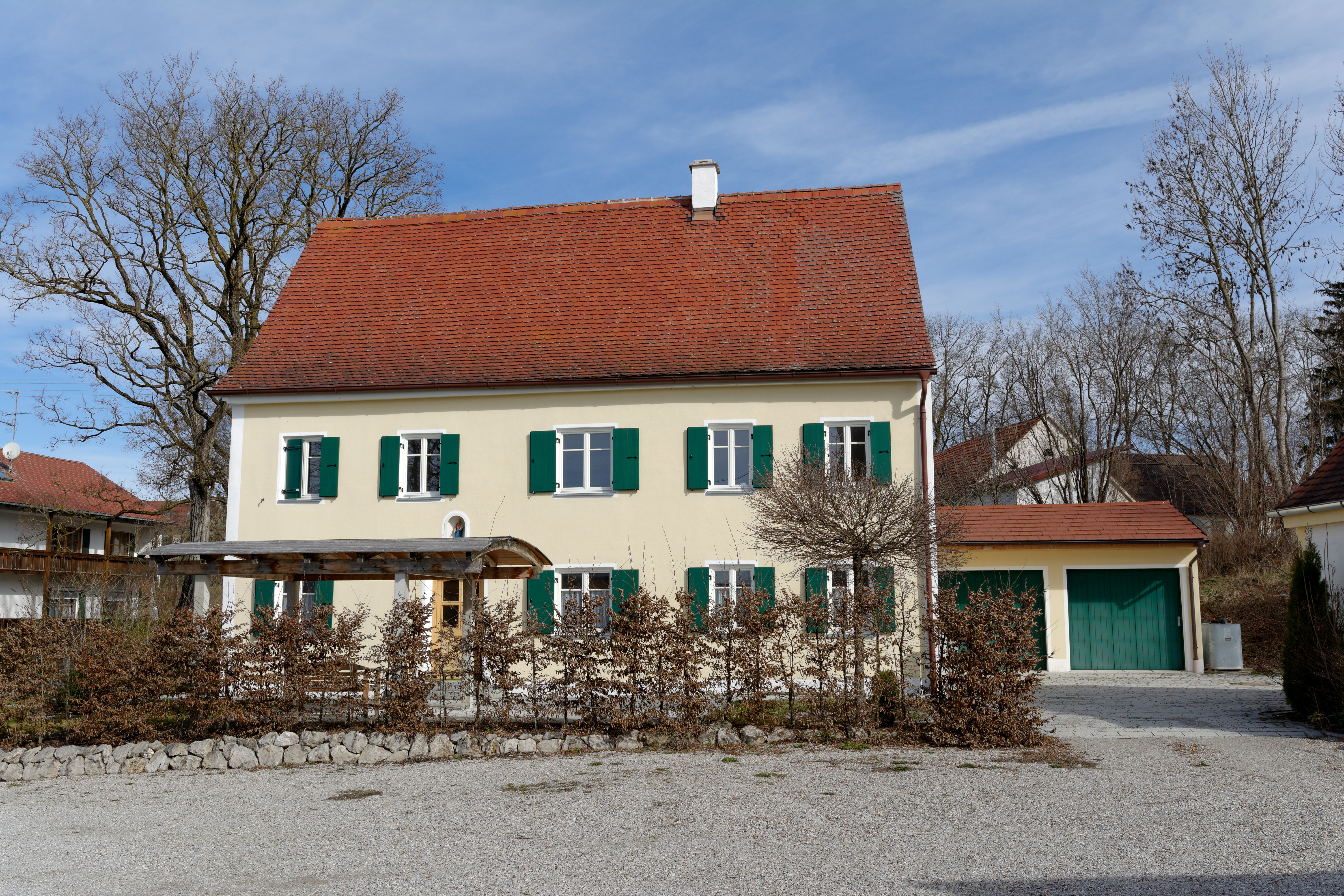
Ehemaliges Pfarrhaus in Taiting

Das Pfarrhaus in Taiting, einem Gemeindeteil von Dasing im schwäbischen Landkreis Aichach-Friedberg, wurde im Kern im frühen 18. Jahrhundert errichtet und Ende des 19. Jahrhunderts verändert. Das ehemalige Pfarrhaus an der Marienstraße 5, unmittelbar nördlich der katholischen Pfarrkirche Mariä Verkündigung, ist ein geschütztes Baudenkmal.
Der zweigeschossige Satteldachbau wurde nach der Zerstörung des Vorgängerbaus im Jahr 1704 durch Philipp Cramer aus Affing errichtet. Es handelt sich um einen für die Region untypischen Bau, der von Süden mittels eines durchgesteckten und bis zum Treppenhaus in der Nordostecke fortgeführten Gangs erschlossen wird.     
Das zugehörige erdgeschossige Nebengebäude mit Schopfwalmdach, das als Waschhaus diente, stammt wohl aus der gleichen Zeit.